# Marko Cortés Mendoza
Marko Antonio Cortés Mendoza (Zamora, Michoacán; 17 de octubre de 1977) es un contador y político mexicano. Desde el 1 de septiembre de 2024 se desempeña como senador del Congreso de la Unión y fue dirigente nacional del Partido Acción Nacional entre 2018 y 2024.

## Carrera política
Marko Antonio Cortés es licenciado en Contaduría Pública egresado de la Universidad Michoacana de San Nicolás de Hidalgo, ha sido diputado federal a la LIX Legislatura de 2003 a 2006, y con anterioridad fue Secretario de Acción Juvenil del PAN de Michoacán, en 2006 fue elegido Senador de primera minoría por Michoacán (el Senador más joven en la historia del PAN, 28 años) y en 2015 diputado federal. 
Su primera participación política fue en la elección presidencial de Manuel Clouthier en 1988. Se formó́ y capacitó políticamente en Acción Juvenil y en 1999 fue elegido dirigente de los jóvenes panistas en Michoacán.
Fue candidato a la presidencia municipal de Morelia por parte del PAN en 2011, elección que fue anulada por el Tribunal Electoral del Poder Judicial de la Federación. Para la elección extraordinaria, que se celebró el 1 de julio de 2012, volvió a ser candidato del PAN y Nueva Alianza obteniendo 123,267 votos donde fue de nueva cuenta derrotado con 130,402 votos por el candidato del PRI, Wilfrido Lázaro Medina.
Fue coordinador de la campaña para presidente nacional de Gustavo Madero Muñoz en 2013 y coordinador político de la campaña de Ricardo Anaya para presidente del PAN en 2015. 
En septiembre de 2015 fue elegido diputado por la vía plurinominal y nombrado coordinador del grupo parlamentario del PAN en la LXIII legislatura del Congreso de la Unión.
El 12 de noviembre de 2018, fue anunciado su triunfo por la dirigencia nacional del PAN, venciendo a Manuel Gómez Morín en el proceso.

## Controversias

### Acuerdos de repartición de cargos de la administración pública
El 9 de enero de 2024 el dirigente panista presentó a través de sus redes sociales documentos que detallan acuerdos sobre nombramientos en el Poder Judicial, oficinas de recaudación y notarías, con la dirigencia nacional y estatal del PRI en Coahuila, y el entonces candidato y actual gobernador Manolo Jiménez Salinas, en 2023, en vísperas de los comicios que se realizaron ese año en dicha entidad, siendo el supuesto incumplimiento de este último en el convenio, lo que generó el descontento del líder blanquiazul y exhibiera dichos documentos.
Las reacciones no se hicieron esperar, tanto en Morena, Movimiento Ciudadano y en el mismo PAN han condenado y arremetido contra el dirigente panista por lo ocurrido. El presidente Andrés Manuel López Obrador exhibió en su conferencia mañanera expresando que “Es un acuerdo mafioso para repartirse el botín, y deja de manifiesto que: cuando se reparte mal el botín, hay motín”. El gobernador de Nuevo León Samuel García, de igual manera acusó de ser una mafia la del PRI y el PAN al repartirse cargos de la administración pública y el cinismo de exhibirlos públicamente, afirmando que es un motivo más para sacar a la “vieja política”. La candidata presidencial de la coalición Fuerza y Corazón por México Xóchitl Gálvez, ha condenado y se ha deslindado de dichos acuerdos del dirigente albiazul con el PRI en Coahuila.

### Confrontación con Xóchitl Gálvez
El 12 de junio de 2024, durante una entrevista con Ciro Gómez Leyva en Radio Fórmula, Max Cortázar, coordinador de la campaña de Xóchitl Gálvez, reveló que la noche del 2 de junio, después de que Guadalupe Taddei diera a conocer los resultados del conteo rápido, Xóchitl decidió llamar a su contrincante Claudia Sheinbaum para felicitarla por su victoria, reconociendo que los resultados no le favorecían. Sin embargo, esto provocó el disgusto de Marko Cortés, quien consideró inapropiado felicitar a alguien que, según él, había utilizado tácticas injustas en la contienda, así como acusar de una presunta “Elección de Estado”, según declaraciones de Max Cortázar y Xóchitl Gálvez. Marko Cortés alzó la voz de una manera poco acertada,  mientras que Marko aseguró que solo habló “firme”. Posteriormente, en entrevistas, Cortés se mostró en desacuerdo con la felicitación, argumentando que no se debe aplaudir a quien “te pisotea” en una elección. Esto provocó una ola de críticas al presidente del PAN por sus actitudes hacia la excandidata a la presidencia, así como una sacudida en el PAN,  donde comenzaron a criticarlo por su actitud con Xóchitl, así como su desempeño en la campaña electoral. Finalmente, ambos políticos acordaron reunirse para discutir el asunto.